# Leichtathletik-Europameisterschaften 1971/Weitsprung der Frauen

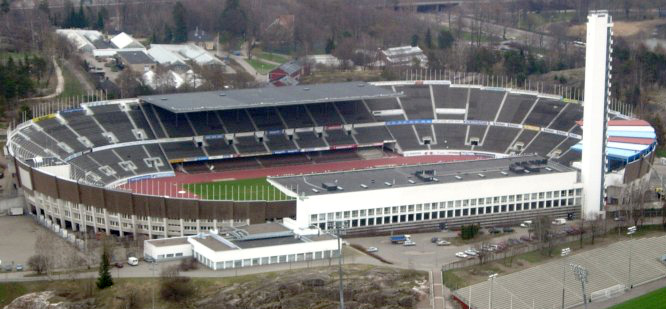
Das Olympiastadion von Helsinki im Jahr 2005

Der Weitsprung der Frauen bei den Leichtathletik-Europameisterschaften 1971 wurde am 13. und 14. August 1971 im Olympiastadion von Helsinki ausgetragen.
Die Weitspringerinnen aus der Bundesrepublik Deutschland errangen mit Gold und Bronze zwei Medaillen. Europameisterin wurde die Fünfkampf-Olympiasiegerin von 1968 Ingrid Mickler-Becker, die hier bereits Silber über 100 Meter gewonnen hatte und am Schlusstag noch Europameisterin mit der Sprintstaffel wurde. Sie gewann vor der Fünfkampf-Vizeeuropameisterin von 1969 Meta Antenen aus der Schweiz. Die Weltrekordinhaberin Heide Rosendahl, die am Tag des Weitsprung-Finales Europameisterin im Fünfkampf wurde und am Schlusstag zusammen mit Ingrid Mickler-Becker Gold mit der 4-mal-100-Meter-Staffel errang, gewann die Bronzemedaille.

## Rekorde

### Bestehende Rekorde
| Weltrekord           | 6,84 m | Heide Rosendahl    | Turin, Italien      | 3. September 1970 |
| Europarekord         | 6,84 m | Heide Rosendahl    | Turin, Italien      | 3. September 1970 |
| Meisterschaftsrekord | 6,55 m | Irena Kirszenstein | EM Budapest, Ungarn | 3. September 1966 |

### Rekordverbesserungen
Der bestehende EM-Rekord wurde verbessert und darüber hinaus gab es einen Landesrekord.
- Meisterschaftsrekord: 6,76 m – Ingrid Mickler-Becker (BR Deutschland), Finale am 14. August bei einem Rückenwind von 1,8 m/s
- Landesrekord: 6,73 m – Meta Antenen (Schweiz), Finale am 14. August bei einem Rückenwind von 0,1 m/s

## Qualifikation
13. August 1971, 11:00 Uhr
Siebzehn Teilnehmerinnen traten in zwei Gruppen zur Qualifikationsrunde an. Sieben Athletinnen (hellblau unterlegt) übertrafen die Qualifikationsweite für den direkten Finaleinzug von 6,25 m. Damit war die Mindestanzahl von zwölf Finalteilnehmerinnen nicht erreicht. Das Finalfeld wurde mit den fünf nächsten bestplatzierten Sportlerinnen (hellgrün unterlegt) auf zwölf Springerinnen aufgefüllt. So reichten für die Finalteilnahme schließlich 6,09 m.

### Gruppe A
| Platz | Name                 | Nation         | Weite (m) |
| ----- | -------------------- | -------------- | --------- |
| 1     | Heide Rosendahl      | BR Deutschland | 6,40      |
| 2     | Irena Szewińska      | Polen          | 6,31      |
| 3     | Margrit Olfert       | DDR            | 6,25      |
| 4     | Barbara-Anne Barrett | Großbritannien | 6,23      |
| 5     | Birgitta Larsson     | Schweden       | 6,09      |
| 6     | Sieglinde Ammann     | Schweiz        | 6,03      |
| 7     | Hannah Kleinpeter    | Österreich     | 5,74      |
| 8     | Margaret Murphy      | Irland         | 5,73      |

### Gruppe B
| Platz | Name                  | Nation           | Weite (m) |
| ----- | --------------------- | ---------------- | --------- |
| 1     | Sheila Sherwood       | Großbritannien   | 6,41      |
| 2     | Ingrid Mickler-Becker | BR Deutschland   | 6,40      |
| 3     | Christa Herzog        | BR Deutschland   | 6,40      |
| 4     | Meta Antenen          | Schweiz          | 6,28      |
| 5     | Viorica Viscopoleanu  | Rumänien         | 6,17      |
| 6     | Radojka Franzotti     | Jugoslawien      | 6,12      |
| 7     | Diana Jorgowa         | Bulgarien        | 6,09      |
| 8     | Tuula Rautanen        | Finnland         | 6,01      |
| 9     | Jarmila Strejčková    | Tschechoslowakei | 5,66      |
| DNS   | Odette Ducas          | Frankreich       |           |

## Finale
14. August 1971, 18:00 Uhr
| Platz | Name                  | Nation         | Weite (m) Wind (m/s) |
| 1     | Ingrid Mickler-Becker | BR Deutschland | 6,76 CR / +1,8       |
| 2     | Meta Antenen          | Schweiz        | 6,73 NR / +0,1       |
| 3     | Heide Rosendahl       | BR Deutschland | 6,660000/ NWI        |
| 4     | Sheila Sherwood       | Großbritannien | 6,620000/ +1,2       |
| 5     | Irena Szewińska       | Polen          | 6,620000/ +1,3       |
| 6     | Viorica Viscopoleanu  | Rumänien       | 6,390000/ +1,3       |
| 7     | Christa Herzog        | BR Deutschland | 6,380000/ NWI        |
| 8     | Barbara-Anne Barrett  | Großbritannien | 6,310000/ NWI        |
| 9     | Margrit Olfert        | DDR            | 6,290000/ NWI        |
| 10    | Diana Jorgowa         | Bulgarien      | 6,070000/ +0,4       |
| 11    | Birgitta Larsson      | Schweden       | 6,060000/ +1,2       |
| 12    | Radojka Franzotti     | Jugoslawien    | 6,050000/ NWI        |

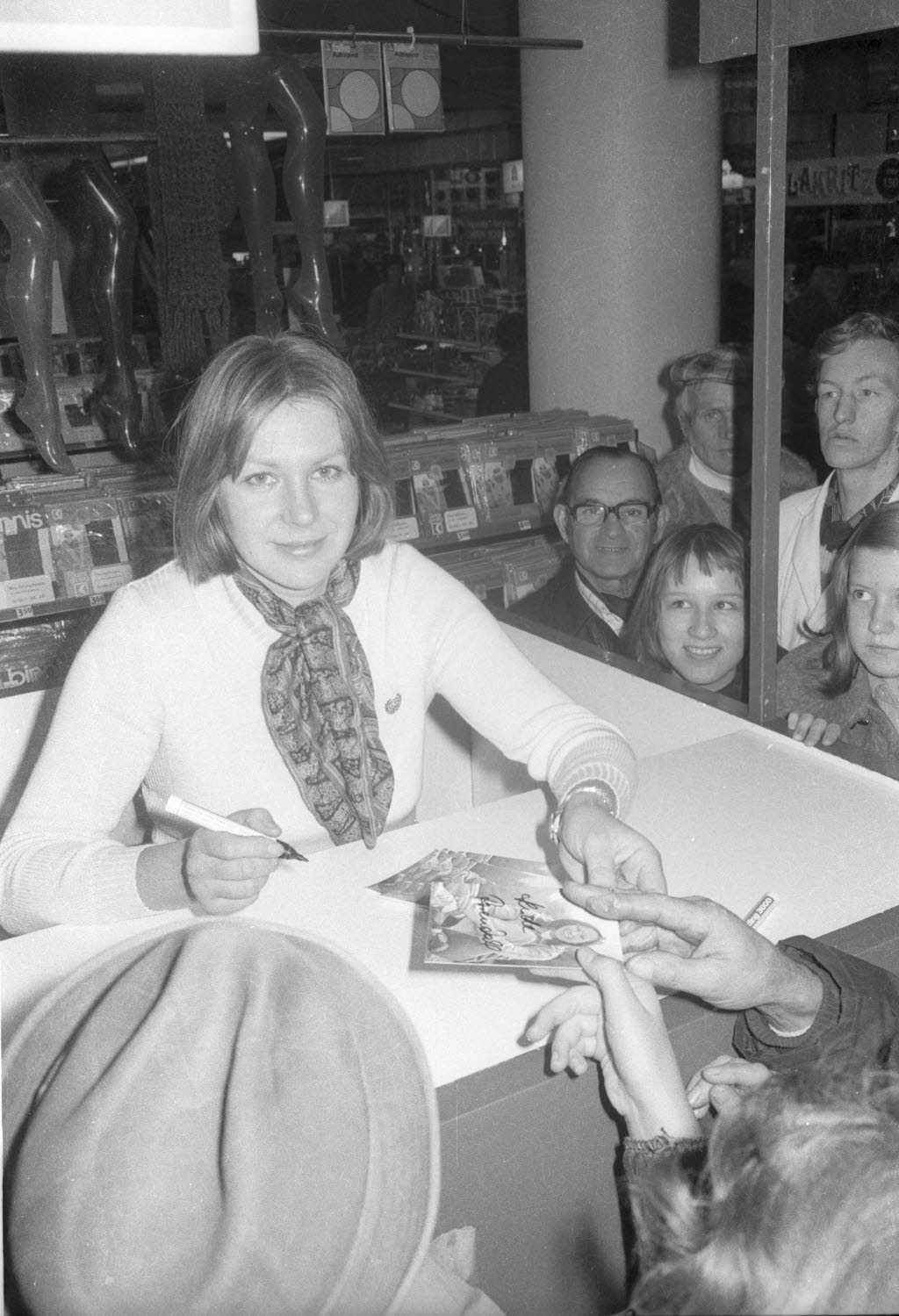
Bronzemedaillengewinnerin Heide Rosendahl, eine der erfolgreichsten bundesdeutschen Leichtathletinnen, hier am selben Tag Europameisterin im Fünfkampf sowie unter anderem Olympiasiegerin 1972 im Weitsprung und mit der Sprintstaffel / außerdem Weitsprung-Weltrekordlerin

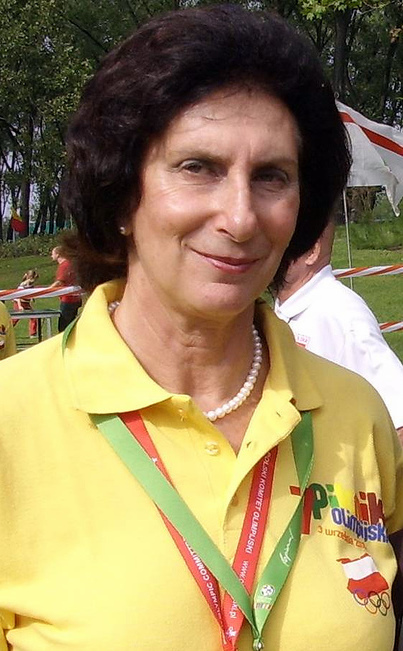
Irena Szewinska, frühere Irena Kirszenstein (hier im Jahr 2007), bei diesen Meisterschaften wieder als Weitspringerin dabei (in dieser Disziplin unter anderem Europameisterin von 1966) erreichte Platz fünf / als dreifache Olympiasiegerin auf den Sprintstrecken (zuletzt 1976 über 400 Meter) und fünffache Europameisterin gehört sie zu den besten Leichtathletinnen der Sportgeschichte
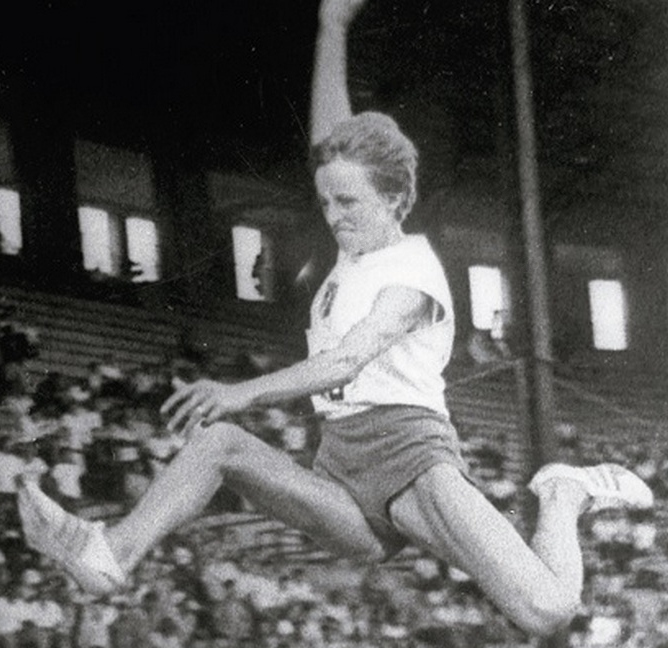
Die Olympiasiegerin von 1968 und Vizeeuropameisterin von 1969 Viorica Viscopoleanu kam auf den sechsten Platz
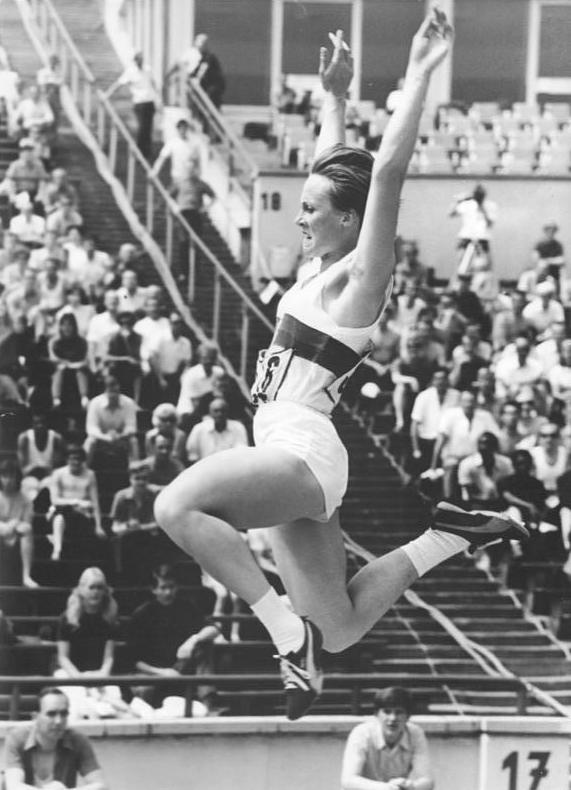
Margrit Olfert, frühere Margrit Herbst, belegte Rang neun, am selben Tag gewann sie Bronze im Fünfkampf

## Video
- EUROPEI DI HELSINKI 1971 LUNGO DONNE MICKLER BECKER, youtube.com, abgerufen am 31. Juli 2022